# Patrick Brey
Patrick de Carvalho Brey, noto semplicemente come Patrick Brey (Brasilia, 5 giugno 1997), è un calciatore brasiliano, difensore del Grêmio Novorizontino.

## Caratteristiche tecniche
È un terzino sinistro.

## Carriera
Cresciuto nel settore giovanile del Vila Nova, ha esordito fra i professionisti il 7 luglio 2015 in occasione del match di Série C pareggiato 0-0 contro il Confiança.

## Palmarès

### Club

#### Competizioni statali
- Campeonato Goiano Segunda Divisão: 1

Vila Nova: 2015
- Campionato Alagoano: 1

CSA: 2021

#### Competizioni nazionali
- Campeonato Brasileiro Série C: 1

Vila Nova: 2015
- Coppa del Brasile: 1

Cruzeiro: 2018

#### Competizioni regionali
- Copa Verde: 1

Paysandu: 2022